# Isla La Pita
Isla La Pita är en ö i Mexiko. Den ligger i delstaten Tamaulipas, i den nordöstra delen av landet. 